# Airuk (Ailinglaplap)
Airuk (auch: Aerik, Aerok, Airekku To, Ariettsu To) ist ein Motu des Ailinglaplap-Atolls der pazifischen Inselrepublik Marshallinseln.

## Geographie
Airuk bildet die Südspitze des Ailinglaplap-Atolls, sie ist zusammengewachsen mit dem namengebenden Motu Ailinglaplap (Bigatyelang). Im Nordosten schließt sich der East Pass und die Insel Kubar an. Die Insel selbst ist bewohnt und beherbergt auch das Flugfeld des Ailinglaplap Airok Airport (AIC).